# کهور سفید
کهور سفید (نام علمی: Prosopis alba) نام یک گونه از سرده کهور است.